# El idioma de los argentinos
El idioma de los argentinos es un libro de ensayos del escritor argentino Jorge Luis Borges. El libro fue publicado por primera vez por Manuel Gleizer Editor, en 1928.
El ensayo que da título al libro, fue originalmente una conferencia dictada en el Instituto Popular de Conferencias el 23 de septiembre de 1927. Anteriormente a su incorporación en este volumen, se publicó la reseña de esta conferencia en La prensa el 24 de septiembre de 1927 y en julio del año siguiente en la publicación quincenal La gaceta literaria.
En el libro, Borges opone el lenguaje argentino al español. Ambos son diferentes, y aceptar el supuesto predominio de la lengua y normas académicas españolas es imposibilitar el crecimiento de un idioma propio, que existe y que, de manera nítida, se diferencia del otro. Se pregunta si será posible la aceptación de un lenguaje propio, libre del españolismo, y que no esté atado al lunfardismo o el lenguaje arrabalero.
Años después de escrito el libro, Borges se arrepintió de él y lo consideró digno de ser olvidado, a pesar de eso, rescató varios textos para la edición francesa de sus obras para ser integrada a la colección de La pléiade. El ensayo homónimo "El idioma de los argentinos" sí fue reeditado en 1952 en un breve volumen junto con El idioma de Buenos Aires de su amigo José Edmundo Clemente.